# Коэн, Уилбур
Уилбур Франклин (Джуниор) Коэн (англ. Wilbur Franklyn Coen Jr; 23 декабря 1911, Канзас-Сити, Миссури — 5 февраля 1998) — американский теннисист-любитель, самый молодой участник сборной США в Кубке Дэвиса.

## Игровая карьера
Уилбур Коэн, родившийся в конце 1911 года, рано привлёк к себе внимание ведущего американского теннисиста Билла Тилдена, который возлагал на юного игрока большие надежды (по словам Тилдена, он совмещал «всю механическую безупречность Лакоста с потенциалом удара не хуже, чем у Билла Джонстона»). Уже в 1926 году 15-летний Уилбур, или, как его часто называли, Джуниор дошёл до четвёртого круга на чемпионате США на грунтовых кортах — одном из четырёх национальных чемпионатов на разных покрытиях, разыгрывашихся в эти годы; главный чемпионат проводился на травяных кортах, и в нём Коэн дебютировал на следующий год.
В мае 1928 года Тилден и его протеже провели в рамках матча Кубка Дэвиса со сборной Китая парную встречу. Джуниор, которому в день матча, проходившего в его родном Канзас-Сити, было 16 лет и 154 дня, стал самым молодым участником Кубка Дэвиса в составе сборной США; этот рекорд не побит и через 90 лет. Позже в том же году Коэн провёл игру за сборную и в одиночном разряде, победив японца Тамино Абэ.
Своего наибольшего успеха на главном чемпионате США Коэн достиг в 1929 году, пробившись в четвёртый круг. В этом же и следующем годах он дважды выходил в четвёртый круг чемпионата Франции, став в 1930 году также финалистом чемпионата США на грунтовых кортах (в финале проиграл Битси Гранту). С 1931 по 1935 год Коэн представлял Канзасский университет в студенческом чемпионате США, в первый год занимая пост капитана команды и выиграв с ней звание чемпиона конференции три года подряд. В 1935 году он стал победителем чемпионата Западных штатов в одиночном разряде.
Уилбур Коэн продолжал выступления в любительском теннисе до начала 1950-х годов, но этот спорт не стал для него основным занятием, вопреки ожиданиям Тилдена. Уже после смерти имя Коэна было включено в списки Залов славы отделения USTA в долине Миссури и Канзасского университета (в 2008 году).